# 渡邊奈緒子
渡邊奈緒子（1984年7月30日—）是日本女演員及模特兒，出身於神奈川縣小田原市。身高164厘米、B80,W59,H87、S24.5。

## 出道經歷
渡邊奈緒子在2002年『第二回小喇叭WEB偶像競賽』參賽的二千人中脫穎而出得到最高優勝。2004年以電視劇『RIO 星期三殺手』正式出道，進入演藝圈。代表作品有2006年漫畫改編電影『東京大學物語』、2008年的『奪命捉迷藏』及柴崎幸共演的『少林少女』，她於2007年參演的跨國電影『異旅情絲』，造成較大轟動。
2010年5月，渡邊奈緒子與AV女優朝美穗香（Mihiro）參演她的自傳小說改編的電影《nude》，這部電影已於5月開始拍攝，並於同年9月18日上映。

## 演出作品
資料來源：
- 東京大學物語（東京大学物語，2006年2月） - 飾演 池之端由貴
- 紀子出租中（紀子の食卓，2006年9月） - 飾演
- 異旅情絲（Silk，2007年9月）
- 奪命捉迷藏（リアル鬼ごっこ，2008年2月） - 飾演 佐藤益美
- 少林少女（少林少女，2008年4月） - 飾演 湯淺奈緒子
- 上島Jane（上島ジェーン，2009年5月） - 飾演 渚
- 極惡非道（アウトレイジ，2010年6月）
- 奪命捉迷藏2（リアル鬼ごっこ２，2010年9月） - 飾演 佐藤美沙
- Nude（日语：Nude (小説)）（2010年9月） - 飾演 みひろ（主演）
- 偶然路過的街（行きずりの街，2010年11月）
- 刺客（アサシン，2011年10月）

## 註解
1. ↑  . NipponCinema.   [2014年4月12日]. （原始内容存档于2012年3月14日）.
2. 1 2 3 4  . Movie Collection.   [2014年4月12日]. （原始内容存档于2019年9月19日） （日语）.
3. 1 2  . Tokyograph News.   [2014年4月12日]. （原始内容存档于2010年5月17日） （英语）.
4. ↑  . ZAKZAK. 2012年2月24日  [2014年4月12日]. （原始内容存档于2021年1月6日） （日语）.
5. ↑  . 映画.com. 2010年5月17日  [2014年4月12日]. （原始内容存档于2021年1月6日） （日语）.
6. ↑  Quellette, Kevin. . Nippon Cinema. 2010年5月13日  [2014年4月12日]. （原始内容存档于2021年1月6日） （英语）.
7. ↑  . IMDb.   [2014年4月12日]. （原始内容存档于2021年1月6日）.
8. ↑  . All Cinema.   [2014年4月12日]. （原始内容存档于2019年9月13日） （日语）.

## 外部連結
- 渡邊奈緒子的官方個人資料 （日語）
- 渡邊奈緒子的X（前Twitter）
- 渡邊奈緒子在互联网电影资料库（IMDb）上的資料（英文）